# Киркланд, Лейн
Джозеф Лейн Киркланд (англ. Joseph Lane Kirkland; 12 марта 1922, Камден, Южная Каролина — 14 августа 1999, Вашингтон) — американский профсоюзный деятель, президент АФТ—КПП (1979—1995).

## Биография
Джозеф Лейн Киркланд был вторым из пяти детей в семье Рэндольфа и Луизы Киркланд. Отец Лейна был торговцем хлопком.
С 1939 года Киркланд служил в торговом флоте. Во время Второй мировой войны вступил в профсоюз «Ассоциация капитанов, помощников и пилотов». После войны, в 1947 году Киркланд занял пост исследователя и спичрайтера в Американской федерации труда. Впоследствии, он выступал не только как спичрайтер АФТ, но и как спичрайтер Демократической партии, составляя речи для Олбена Баркли и Эдлая Стивенсона.
В 1969 году Лейн Киркланд был избран секретарем-казначеем АФТ-КПП. На этой должности он находился до 1979 года. В этом году он сменил Джорджа Мини на посту президента АФТ-КПП.
Во время президентства Киркланда, АФТ-КПП наладила международные связи с польской «Солидарностью», выделяя денежные средства на действия независимого профсоюза. Так, был основан Фонд помощи польским рабочим, который возглавил помощник Киркланда Том Кан. Фонд собрал около 300 тысяч долларов путем сбора взносов на заводах, собраниях членов АФТ—КПП, продажи футболок и значков с эмблемой «Солидарности». Деньги напрямую в Польшу не отправлялись, вместо этого «Солидарности» поставлялось офисное оборудование (пишущие машинки, копировальные аппараты и т.д.). Также, в период с 1981 по 1989 год в состав АФТ-КПП вернулись такие крупные профсоюзы как Международное братство водителей грузовиков, Объединённые горняки Америки, Объединённый профсоюз рабочих автомобильной промышленности.
Президентство Киркланда также было отмечено рядом серьёзных поражений. В 1981 году, в результате забастовки авиадиспетчеров было уволено 10 тысяч сотрудников аэропортов, а после забастовки, работодателями было денонсировано около половины ходатайств о сертификации для ведения коллективных переговоров.
Весной 1995 года, под давлением оппозиции внутри профсоюза, Киркланд подал в отставку с поста президента АФТ-КПП. Умер в возрасте 77 лет от рака лёгких.

## Память и награды
Лейн Киркланд был удостоен ряда государственных наград США и Польши. В 1989 году Джордж Буш наградил профсоюзного деятеля Президентской гражданской медалью, а в 1994 году Билл Клинтон наградил Киркланда Президентской медалью Свободы. В Польше посмертно был награждён Медалью благодарности, а также Орденом Белого орла. В честь Киркланда была названа стипендиальная программа.